# 青春論
《青春論》，是日本文學家坂口安吾發表的隨筆，對於日本在二戰後混亂社會的道德與價值觀提出評論。

## 概要
坂口安吾在青春論一文中，將所思所想分為三個部分說明，分別為：吾之青春、關於淪落以及宮本武藏，最後將以上三個部分扣回到坂口自己的青春。
在吾之青春中，坂口提到他並沒有「如今正是我的青春」的自覺，並認為女人比男人更能體認到青春的消逝，只要是與自身相關的事物，女人在生活的時時刻刻都遠比男人更有所自覺地活著。對坂口而言，「青春」絕非美麗和特別，青春只是讓他活著的能量。坂口提及他的人生永不後悔，而坂口的「無悔」是因為自己就算後悔了，也無法改正先前的所作所為，因而索性放棄。坂口的青春中，沒有逝去的美麗，只有無法逝去的愚昧。因此坂口認為他的青春論同時也是淪落論，而坂口的小說本身就是他淪落的象徵。
坂口認為要塑造出傷害他人卻毫無罪惡感的底層性格是很容易的，在淪落的世界中，人們待人謙和有禮、有仁有義，但僅止於淪落世界。一旦他人與淪落世界的人在不同立足點上，淪落世界的人就會看不起他人，進而對其無禮。坂口後提及比起歌舞伎，他更愛看馬戲團與歌舞劇，後以「比起一流料理更愛純粹喝酒」來比喻。坂口認為酒對他而言，是一種奇蹟，而「淪落」即是在現實生活中追尋奇蹟。
坂口提到，「劍術」與「武士道」是兩個完全不同的概念。武士道是從「臣」對「主」的關係結構中孕育出來的倫理生活方式，而「劍術」則是切肉斷骨、必殺主義的技巧。而後坂口透過闡述宮本武藏與許多人比武的例子說明：宮本武藏的劍術是青春的劍術，同時也是種淪落之術、奇蹟之術。

## 外部連結
- 『青春論』：新字新仮名 - 青空文庫（日語）